# Kollisionsregel
Eine Kollisionsregel dient in der Rechtswissenschaft der Auflösung einer Normenkollision: Wenn auf einen Sachverhalt verschiedene Rechtsnormen anwendbar sind, entscheidet die Kollisionsregel, welche der Rechtsnormen vorrangig ist und damit andere Rechtsnormen verdrängt.
Kollisionsregeln knüpfen dabei an bestimmte Eigenschaften der kollidierenden Rechtsnormen an. Welche Rechtsnorm jeweils anwendbar ist, wird im Kollisionsrecht geregelt.
Ein Sonderfall der Kollisionsnorm, der ein Verhältnis mehrerer Rechtsnormen besonders regelt, ist die Relationsnorm.

## Allgemeine Kollisionsregeln

### Lex-specialis-Grundsatz und Subsidiaritätsgrundsatz
Lex specialis derogat legi generali: Das speziellere Gesetz verdrängt das allgemeine. Danach geht die genauere Rechtsnorm der generellen vor.
- Beispiel einer Kollisionsnorm nach dem Lex-specialis-Grundsatz ist § 8 Abs. 1 StVO: „An Kreuzungen und Einmündungen hat die Vorfahrt, wer von rechts kommt. Das gilt nicht, wenn die Vorfahrt durch Verkehrszeichen besonders geregelt ist […].“

Mit dem Lex-specialis-Grundsatz ist der Subsidiaritätsgrundsatz verwandt. Danach findet die subsidiäre Rechtsnorm nur Anwendung, sofern ein Sachverhalt nicht durch eine andere Rechtsnorm geregelt ist.
Sollte ein älteres Sondergesetz und ein jüngeres allgemeines Gesetz zusammentreffen, so geht das ältere Sondergesetz vor. „Lex posterior generalis non derogat legi priori speciali“: Ein späteres generelles Gesetz hebt ein früheres Sondergesetz nicht auf.

### Lex-posterior-Grundsatz
Lex posterior derogat legi priori: Das spätere Gesetz verdrängt das frühere. Also geht die neuere Norm der älteren vor.
- Beispiel einer Kollisionsnorm nach dem Lex-posterior-Grundsatz ist Art. 72 Abs. 3 Satz 3 GG n.F.: „Auf den Gebieten des Satzes 1 [Abweichungsbefugnis der Länder] geht im Verhältnis von Bundes- und Landesrecht das jeweils spätere Gesetz vor.“

### Lex-superior-Grundsatz
Lex superior derogat legi inferiori: Das höherrangige Gesetz verdrängt das niederrangige. Also geht die Norm auf der höheren Stufe der Normenhierarchie der nachrangigen vor.
- Ein Beispiel für eine Kollisionsnorm nach dem Lex-superior-Grundsatz ist der Satz „Bundesrecht bricht Landesrecht“, wie er in der Bundesrepublik durch Art. 31 GG festgeschrieben ist. Die Bestimmungen der Art. 21 und 109 der Landesverfassung Hessens über die Verhängung der Todesstrafe[3], welche landesrechtlich bis 2019 formell in Kraft waren, waren daher seit Inkrafttreten des Grundgesetzes obsolet.[4]

### Intertemporales Recht
Nach einem Grundsatz des intertemporalen Rechts gilt für einen Sachverhalt immer die zur Zeit seines Ablaufs geltende Norm, sofern eine später erlassene Norm keine Rückwirkung entfaltet.

## Besondere Kollisionsregeln

### Tarifvertragsrecht
Sind Arbeitnehmer eines Betriebs gleichzeitig an kollidierende Tarifverträge gebunden, spricht man von Tarifkonkurrenz. Nach der politisch umstrittenen Neuregelung in § 4a Abs. 2 Satz 2 TVG kann dann gerichtlich festgestellt werden, dass nur der Tarifvertrag derjenigen Gewerkschaft gilt, die in diesem Betrieb die meisten Mitglieder hat.

### Kollision von Grundrechten
Die Kollision von Grundrechten wird im Wege der praktischen Konkordanz gelöst.

### Internationale Kollisionsregeln
Der Fall der Kollision von Rechtsnormen verschiedener Staaten auf dem Gebiet des Privatrechts wird durch das internationale Privatrecht erfasst, das auch Kollisionsrecht genannt wird.
Die Kollision von Normen des Steuerrechts verschiedener Staaten wird von Doppelbesteuerungsabkommen erfasst.
Bei der Kollision von Vorschriften des Zivilprozessrechts verschiedener Staaten greift das internationale Zivilverfahrensrecht.

### Europäische Union
Bei der Kollision von Unionsrecht und nationalem Recht der Mitgliedsstaaten gilt der Anwendungsvorrang des Unionsrechts.
Kollisionen der unterschiedlichen nationalen Rechtsordnungen werden durch die justizielle Zusammenarbeit in Zivilsachen aufgrund Art. 81 AEUV zunehmend EU-weit einheitlich geregelt. Dazu bestimmen beispielsweise die Europäische Güterrechtsverordnungen oder die Erbrechtsverordnung, welches Gericht bei grenzüberschreitenden Streitigkeiten zuständig ist und welches materielle Recht es bei der Entscheidungsfindung anwendet.